# Колин, Маргарет
Ма́ргарет Ко́лин (англ. Margaret Colin; род. 26 мая 1958, Бруклин, Нью-Йорк) — американская актриса. Известна ролями Марго Монтгомери-Хьюз из сериала «Как вращается мир» (играла роль в 1982—1983 годах) и ролью Элеанор Уолдорф-Роуз из сериала «Сплетница» (2007). Обладательница премии «Сатурн» (2000).

## Биография
Маргарет Колин родилась 26 мая 1958 года в Бруклине (Нью-Йорк, США), а выросла на Лонг-Айленде. Воспитывалась в семье католиков, а её отец входил в состав офицеров Департамента полиции города Нью-Йорка. По происхождения Маргарет — ирландка.
В 1976 году окончила среднюю школу «Baldwin Senior High School». Окончила университет Hofstra University.
Свою кинокарьеру Маргарет начала в 1979 году, поначалу она играла в мыльных операх. Её первой ролью была Пейдж Мэдисон в сериале «На пороге ночи», за те семь месяцев, что выходил сериал с её героиней, Пейдж, пережила 7 попыток самоубийства и в итоге вышла замуж за своего сводного брата. После этой роли последовала роль Марго Монтгомери-Хьюз в сериале «Как вращается мир», в этом сериале Маргарет играла на протяжении 1982—1983 годов.
После этого последовало ещё несколько десятков ролей актрисы, но они были не так успешны, как прежние, либо и вовсе оставались незамеченными. Её популярность возродилась в 2007 году после роли в сериале «Сплетница». Её героиня-дизайнер Элеанор Уолдорф-Роуз, мать главной героини сериала Блэр Уолдорф.
С января 1988 года Маргарет замужем за актёром Джастином Дисом. Они познакомились в начале 1980-х годов, когда играли возлюбленных в сериале «Как вращается мир». У супругов двое сыновей — Сэм (род. 1990) и Джозеф (род. 1993). С конца 1990-х годов семейство проживает в Верхнем Монтклэре (штат Нью-Джерси, США)
.

## Фильмография
| Год       |    | Русское название                               | Оригинальное название                    | Роль                        |
| --------- | -- | ---------------------------------------------- | ---------------------------------------- | --------------------------- |
| 1956—2010 | с  | Как вращается мир                              | As the World Turns                       | Марго Монтгомери-Хьюз       |
| 1956—1984 | с  | На пороге ночи                                 | Edge of Night, The                       | Пейдж Мэдисон               |
| 1980—1988 | с  | Частный детектив Магнум                        | Magnum, P.I.                             | Конни Нортроп               |
| 1986      | ф  | Девушка в розовом                              | Pretty in Pink                           | учительница английского     |
| 1986      | ф  | Дикая штучка                                   | Something Wild                           | Ирен                        |
| 1987      | с  | Работа ног                                     | Leg Work                                 | Клэр МакКэррон              |
| 1987      | тф | Возвращение Шерлока-Холмса                     | Return of Sherlock Holmes, The           | Джейн Ватсон                |
| 1987      | тф | Горячие сердца, холодные ноги                  | Warm Hearts, Cold Feet                   | Эми Уэбстер                 |
| 1987      | ф  | Каков отец, таков и сын                        | Like Father, Like Son                    | Джинни Армбрюстер           |
| 1987      | ф  | Трое мужчин и младенец                         | Three Men and a Baby                     | Ребекка                     |
| 1989      | ф  | Верящий в правду                               | True Believe                             | Китти Грир                  |
| 1989      | тф | Путешествие человека                           | Traveling Man                            | Джоанна Рит                 |
| 1989      | ф  | Марсиане, убирайтесь домой                     | Martians Go Home                         | Сара Броди                  |
| 1990—2010 | с  | Закон и порядок                                | Law & Order                              | Мэри Марксон                |
| 1990      | тф | Спокойной ночи, милая жена: Убийство в Бостоне | Goodnight Sweet Wife: A Murder in Boston | Мишель Карусо               |
| 1991—1992 | с  | Родственники                                   | Sibs                                     | Оди                         |
| 1991      | ф  | Жена мясника                                   | Butcher's Wife, The                      | Робин Грэйс                 |
| 1993      | ф  | Эмос и Эндрю                                   | Amos & Andrew                            | Джуди Джиллман              |
| 1994      | ф  | Скорость падения                               | Terminal Velocity                        | Джолин                      |
| 1996      | ф  | День независимости                             | Independence Day                         | Констанс Спано              |
| 1999—2000 | с  | Сейчас или никогда                             | Now and Again                            | Лиза Вайзман                |
| 2002      | ф  | Неверная                                       | Unfaithful                               | Сэлли                       |
| 2004      | ф  | Первая дочь                                    | First Daughter                           | Первая Леди Мелани МакКензи |
| 2007—2012 | с  | Сплетница                                      | Gossip Girl                              | Элеанор Уолдорф-Роуз        |
| 2011      | ф  | Камилла Дикинсон                               | Camilla Dickinson                        | Мона Роуэн                  |
| 2017      | с  | Вице-президент                                 | Veep                                     | Джейн МакКейб               |
| 2017      | с  | Оттенки синего                                 | Shades of Blue                           | Линда Возняк                |